# Phlogochroa haemorrhanta
Phlogochroa haemorrhanta är en fjärilsart som beskrevs av George Thomas Bethune-Baker 1911. Phlogochroa haemorrhanta ingår i släktet Phlogochroa och familjen nattflyn. Inga underarter finns listade i Catalogue of Life.